# Takashi Mizunuma
Takashi Mizunuma (jap. 水沼 貴史, Mizunuma Takashi; * 28. Mai 1960 in Urawa (heute: Saitama)) ist ein ehemaliger japanischer Fußballspieler.

## Nationalmannschaft
1984 debütierte Mizunuma für die japanische Fußballnationalmannschaft. Mizunuma bestritt 32 Länderspiele und erzielte dabei sieben Tore.

## Errungene Titel
- Japan Soccer League / J. League: 1988/89, 1989/90, 1995
- Kaiserpokal: 1983, 1985, 1988, 1989, 1991, 1992

## Persönliche Auszeichnungen
- Japan Soccer League Best Eleven: 1984, 1986/87, 1987/88, 1988/89